# Pour la vie (série télévisée)
Pour la vie ou Jeunes Docteurs, ou À cœur ouvert  au Québec, (The Young Doctors) est un soap opera australien en 1398 épisodes de 25 minutes, créé par Reg Watson et diffusé entre le 8 novembre 1976 et le 31 mars 1983 sur Nine Network.
En France, 45 épisodes ont été diffusés à partir du 21 mars 1986 sur Antenne 2, et au Québec à partir du 1er septembre 1986 sur le réseau TVA.

## Distribution
- Michael Beecher (en) : Dr Brian Denham
- Cornelia Frances (en) : Sister/Matron Grace Scott
- Gwen Plumb (en) : Ada Simmonds